# Storthocalyx
Storthocalyx es un género de plantas de la familia Sapindaceae. Contiene cuatro especies

## Especies seleccionadas
- Storthocalyx chryseus
- Storthocalyx leioneurus
- Storthocalyx pancheri
- Storthocalyx sordidus

- Datos: Q9080035
- Especies: Storthocalyx